# Libre évolution
La libre évolution est, en écologie, un mode de gestion des milieux laissant libre cours aux processus naturels sans intervention humaine (coupe, chasse, etc.). Elle peut s'accompagner ou non d'une politique de réensauvagement.